# Toksa
Toksa, de son vrai nom  Wendbé Timothée Arthur Soubeiga est un artiste rappeur burkinabè.

## Biographie

### Enfance, études et débuts
Wendbé Timothée Arthur Soubeiga, choisi  comme nom de scène Toksa qui signifie "dis lui" en mooré. Passionné de musique depuis sa jeunesse, il s'engage officiellement dans le monde musical en 2016 à travers une série de "freestyles" partagés sur les réseaux sociaux notamment Facebook. Sa percée survient en 2017 lors d'une collaboration avec Amzy et Smarty sur le titre "En même temps", éclairant ainsi son parcours.
Après une étape avec Shamar Empire, Toksa rejoint finalement Destiny Prod, une maison de production qui lui offre l'opportunité de concrétiser la réalisation de son album. Restant fidèle à son style "Afro" et explorant les genres du trap, du rap pop, Toksa perfectionne ses créations dans une fusion de parlé-rappé-chanté, agrémentée d'humour et d'ironie. L'artiste met à la disposition des mélomanes burkinabé et au-delà son album composé de 14 titres, comprenant deux collaborations avec Amzy et Imilo Lechanceux, ainsi que quatre vidéoclips.
L'album intitulé "Volontaire," principalement orchestré par Shadom Stone, Leonel Bere, H-Cone, Adiska, et Pastar, se présente comme un appel au patriotisme, un plaidoyer pour l'engagement de tous en vue d'embellir et d'apporter la joie à notre patrie.

### Affaire Sotraco
En mars 2023 son clip intitulé "Sotraco" est censuré par la conseil supérieur de la communication (CSC) à la suite d'une plainte d'atteinte à l'image, et aux droits déposée par la société de transport en commun de Ouagadougou (SOTRACO),. L'artiste réagit dans un communiqué en précisant que son titre ne fait pas allusion à la société de transport mais s'écrit plutôt SO.TRA.CO et signifie Société Traoré Cheick Omar.

## Discographie

### Albums
- 2020: Volontaire[8]

### Single
- 2018: On regard mais on touche pas 1
- 2019: Je suis pas prêt
- 2019: L'ayan
- 2022: Le truc [9]
- 2023: SOTRACO [10]
- 2023: Rap du paresseux